# アンジェラ・ウェーバー
アンジェラ・ウェーバー( 英: Angela Weber )は、ステファニー・メイヤーの小説『トワイライト』シリーズに登場する人物である。

## 概要
本作に登場するベラ・スワンの友人。

### 外見
身長は6'1"、約185.4cm。髪と目の色はライトブラウンで、はちみつ色のハイライトが髪に入っている。

### 来歴
家族は両親と、9歳の双子の弟のジョシュア( 英: Joshua )とアイザック( 英: Issac )である。
アンジェラはフォークスで生まれ育った。とてもうるさくやんちゃだった弟たちを溺愛していた。アンジェラは普通以上に高い身長を気にしていたためにシャイで内気な性格だったが、周囲は優しい彼女を気に入っていた。
フォークス高校在学中にはベン・ケニーと付き合った。その後ベンも行くつもりだったワシントン大学へ進学する。